# Воробьёво (Лотошинский район)
Воробьёво — деревня в Лотошинском районе Московской области России.
Относится к Ошейкинскому сельскому поселению, до реформы 2006 года относилась к Ушаковскому сельскому округу. По данным Всероссийской переписи 2010 года численность постоянного населения деревни составила 25 человек (13 мужчин, 12 женщин).

## География
Расположена примерно в 8 км к юго-востоку от районного центра — посёлка городского типа Лотошино, на ответвлении от автодороги Р107 Клин — Лотошино. На территории зарегистрировано одно садовое товарищество. У деревни находится исток реки Городни — нижнего притока Ламы. Ближайшие населённые пункты — деревни Шилово и Горы-Мещерские.

## Исторические сведения
До 19 марта 1919 года входила в состав Кульпинской волости Волоколамского уезда Московской губернии, после чего была присоединена к Лотошинской волости.
По сведениям 1859 года в деревне было 23 двора, проживало 193 человека (87 мужчин и 106 женщин), по данным на 1890 год число душ в деревне составляло 95, по материалам Всесоюзной переписи населения 1926 года проживало 379 человек (166 мужчин, 213 женщин), насчитывалось 75 крестьянских хозяйств, имелась школа.

## Население
| 1852 | 1859 | 1926 | 2002 | 2006 | 2010 |
| ---- | ---- | ---- | ---- | ---- | ---- |
| 206  | ↘193 | ↗379 | ↘3   | ↗6   | ↗25  |